# Liste der Kulturdenkmale in Ottersleben
In der Liste der Kulturdenkmale in Ottersleben sind alle Kulturdenkmale des zur Stadt Magdeburg gehörenden Stadtteils Ottersleben aufgelistet. Grundlage ist das Denkmalverzeichnis des Landes Sachsen-Anhalt, das auf Basis des Denkmalschutzgesetzes vom 21. Oktober 1991 erstellt und seither laufend ergänzt wurde (Stand: 31. Dezember 2022). 

## Denkmale
| Lage                                       | Bezeichnung                         | Beschreibung | Erfassungs- nummer | Ausweisungsart | Bild                                |
| ------------------------------------------ | ----------------------------------- | --- | ------------------ | -------------- | ----------------------------------- |
| Alt Benneckenbeck 17, 17a, 17b (Karte)     | Köhnescher Hof                      | Die große Gutsanlage stammt aus dem 17. bis 19. Jahrhundert. Es ist der ehemalige Köhnescher Hof, die Bruchsteinscheune mit steilem Satteldach wurde im Jahr 1830 erbaut. Von der großen Tordurchfahrt ist nur die Eingangspforte erhalten. Der Wohnturm Benneckenbeck, Am Alten Tor 2, befand sich im ehemaligen Gutspark.                                       | 094 82418          | Baudenkmal     | Köhnescher Hof                      |
| Alt Ottersleben 8 (Karte)                  | Wohnhaus                            | Das Wohnhaus wurde um 1870/1880 erbaut, es ist ein zweigeschossiger Putzbau mit Satteldach und einer reich gegliederte Fassade mit spätklassizistischem Stuckdekor. Der Eingang befindet sich asymmetrisch in der fünften Achse von sieben Achsen. Vor dem Eingang befindet sich eine Freitreppe.                                                                 | 094 82420          | Baudenkmal     | Wohnhaus                            |
| Alt Ottersleben 13, 13a (Karte)            | Wohnhaus                            | Das Wohnhaus wurde laut Toranlageninschrift im Jahre 1795 für die Eheleute Koch erbaut. Es ist ein zweigeschossiger Putzbau, teilweise sind die Fenstergewände in Sandstein mit Schlusssteinen und spätbarock geprägten Profilen erhalten. | 094 82421          | Baudenkmal     | Wohnhaus                            |
| Alt Ottersleben 20 (Karte)                 | Wohnhaus Alt Ottersleben 20         | Das Wohnhaus wurde um 1870/1880 erbaut, die Fassade mit übergiebeltem Mittelrisalit und spätklassizistischer Stuckornamentik. Inschriftentafel | 094 82423          | Baudenkmal     | Wohnhaus Alt Ottersleben 20         |
| Alt Ottersleben 20, 21, 22, 46, 47 (Karte) | Platz Alt Ottersleben 20–22, 46, 47 | Dorfplatz mit Gebäuden aus der Zeit des frühen 19. Jahrhunderts, dazugehörig der erhaltene Sockel des Kriegerdenkmals Ottersleben | 094 82422          | Denkmalbereich | Platz Alt Ottersleben 20–22, 46, 47 |
| Alt Ottersleben 21 (Karte)                 | Bauernhof                           | Das Wohnhaus des Bauernhofes wurde um 1800 erbaut. Zum Bauernhof gehören die Wirtschaftsgebäude und eine Toranlage. Es ist ein zweigeschossiger Putzbauten mit Satteldach, ein Beispiel für ein ansehnliches bäuerliches Anwesen der Magdeburger Börde aus vorindustrieller Zeit.                                                                                 | 094 82424          | Baudenkmal     | Bauernhof                           |
| Alt Ottersleben 22 (Karte)                 | Wohnhaus                            | Das Wohnhaus wurde im Jahre 1811 erbaut, es ist ein zweigeschossiger Putzbau mit Satteldach. Die Fenster- und Türgewände haben mit reich profilierten Gewänden nachbarocken Charakters. | 094 82425          | Baudenkmal     | Wohnhaus                            |
| Alt Ottersleben 40-41 (Karte)              | Stiftung Bethge                     | 1883 als Siechen- und Armenhaus gebaut und von Bauernfamilie Bethge gestiftet, zweigeschossiger Ziegelbau mit übergiebeltem Mittelrisalit und Dachreiter mit Uhr und spitzem Pyramidendach, Fassade mit farbige Ziegeleinlagen verziert, Beispiel für die gründerzeitliche Architektur mildtätiger Anstalten                                                      | 094 82426          | Baudenkmal     | Stiftung Bethge                     |
| Alt Ottersleben 46 (Karte)                 | Bauernhof                           | 1811 als Dreiseitgehöft errichtet, barockartige Stilelemente, landschaftstypische Toranlage | 094 82428          | Baudenkmal     | Bauernhof                           |
| Alt Ottersleben 53 (Karte)                 | Gasthof Schwarzer Adler             | laut Wappenstein 1797 erbauter historischer Gasthof, auffällig großer Saalbau mit großen Rundbogenfenstern und Tordurchfahrt | 094 82430          | Baudenkmal     | Gasthof Schwarzer Adler             |
| Alt Ottersleben (Karte)                    | Portal im Pfarrgarten               | spätgotisches Stabwerkportal in der Mauer des Pfarrgartens, laut Inschrift datiert 1518 | 094 82433          | Baudenkmal     | Portal im Pfarrgarten               |
| Alt Ottersleben 66 (Karte)                 | Kriegerdenkmal 1926                 | 1926 errichtet für die Gefallenen des Ersten Weltkrieges, Ausführung Steinmetzmeister Friedrich Jägeler, dem Leipziger Völkerschlachtdenkmal nachempfunden | 094 82432          | Baudenkmal     | Kriegerdenkmal 1926                 |
| Am Alten Turm 2 (Karte)                    | Wohnturm                            | Wohnturm | 094 82435          | Baudenkmal     | Wohnturm                            |
| Am Dorfteich 5 (Karte)                     | Wohnhaus                            | als eines der ältesten Ottersleber Häuser für das Ehepaar Johann und Maria Friese 1796 erbaut, spätbarocke Details | 094 82436          | Baudenkmal     | Wohnhaus                            |
| Amtsgartenstraße 5 (Karte)                 | Wohnhaus                            | erbaut Ende des 19. Jh., Fassade neumanieristisch gegliedert, Vorgarten mit original erhaltener Lanzenzauneinfriedung | 094 82793          | Baudenkmal     | Wohnhaus                            |
| Backhausstraße 4 (Karte)                   | Wohnhaus                            | erbaut erste Hälfte des 19. Jh. in nachbarocker Gestaltung, markantes Beispiel für die Ottersleber dörfliche Architektur | 094 18230          | Baudenkmal     | Wohnhaus                            |
| Eichplatz (Karte)                          | Normaluhr                           | errichtet aus Anlass des 15. Jahrestags der DDR im Oktober 1964, konische Stele auf gemauertem Rustika-Sockel mit großer, seriengefertigter Normaluhr aus Metall als Bekrönung | 094 82438          | Baudenkmal     | Normaluhr                           |
| Ernst-Wille-Straße 17 (Karte)              | Wohnhaus                            | erbaut 1891 als Wohnhaus für den Ottersleber Gemeindeverordneten Christian Happl, Neorenaissancebau mit flachem Mezzanin und Ziegel-Putzfassaden | 094 82441          | Baudenkmal     | Wohnhaus                            |
| Geschwister-Scholl-Straße 31 (Karte)       | Verwaltungsgebäude                  | In der Mitte der 1890er Jahre wurde von Zimmermeister Andreas Ketzer das Gebäude als Postamt erbaut, es ist im neogotischen Baustil mit gotisierendem Dacherker errichtet worden. | 094 82443          | Baudenkmal     | Verwaltungsgebäude                  |
| Geschwister-Scholl-Straße 32 (Karte)       | Wohnhaus                            | erbaut 1902 im barockisierenden Stil von Zimmermeister Andreas Ketzer für den Arzt Dr. Emil Flügge, villenartiger Grundriss | 094 82444          | Baudenkmal     | Wohnhaus                            |
| Kirchstraße 1 (Karte)                      | Sankt-Stephani-Kirche               | evangelische Kirche | 094 82431          | Baudenkmal     | Sankt-Stephani-Kirche               |
| Kleine Schulgasse 1 (Karte)                | Wohnhaus                            | erbaut um 1900 in typischen, dem Empire entlehnten Zierformen des Späthistorismus, Beispiel für die Stilrichtung des Fin de Siècle | 107 15012          | Baudenkmal     | Wohnhaus                            |
| Königstraße 25 (Karte)                     | Wohnhaus                            | Das Wohnhaus wurde um 1900 erbaut, es ist ein dreigeschossiger Putzbau mit Mezzanin, im Neorenaissancestil mit Jugendstildekor. | 094 82449          | Baudenkmal     | Wohnhaus                            |
| Lüttgen-Ottersleben 8 (Karte)              | Böckelmannscher Gutshof             | Klein Otterslebener Amt und Gutshof Böckelmann, an der Straße Putzbau mit spätklassizistischer Fassade, erbaut zwischen 1870 und 1880, linksseitiger Anbau mit großem durchfensterten Bogenfeld. Auf dem Hof Wirtschaftsgebäude aus Bruch- und Ziegelsteinen gemauert.                                                                                            | 094 82450          | Baudenkmal     | Böckelmannscher Gutshof             |
| Lüttgen-Ottersleben 19 (Karte)             | Gutshof                             | | 094 82451          | Baudenkmal     | Gutshof                             |
| Lüttgen-Ottersleben 23 (Karte)             | Wohnhaus                            | 1878 für den Böttcher August Pechau erbauter zweigeschossiger Ziegelbau, Fassade mit Mittelrisalit und Dreieckgiebel | 094 82792          | Baudenkmal     | Wohnhaus                            |
| Lüttgen-Ottersleben 41 (Karte)             | Sankt-Johann-der-Täufer-Kirche      | evangelische Kirche | 094 82452          | Baudenkmal     | Sankt-Johann-der-Täufer-Kirche      |
| Lüttgen-Ottersleben 44 (Karte)             | Toranlage                           | massiver Durchfahrts-Torbogen mit großem Hoftor und kleiner Schlupfpforte, Torwand aus Bruchstein, Rundbögen aus Sandsteinquadern gemauert | 094 82453          | Baudenkmal     | Toranlage                           |
| Lüttgen-Ottersleben 49 (Karte)             | Toranlage                           | Rundbogen-Toranlage aus der ersten Hälfte des 19. Jh., Quaderbauweise mit massivem Torbogen | 094 82454          | Baudenkmal     | Toranlage                           |
| Magdeburger Straße 5 (Karte)               | Wohnhaus                            | erbaut im Neobarock Ende des 19. Jh., Fassade mit ornamentalem und floralem Stuckdekor | 094 82464          | Baudenkmal     | Wohnhaus                            |
| Magdeburger Straße 8 (Karte)               | Wohnhaus                            | erbaut 1891, Fassade mit Putzrillung und profilierten Gesimsen, Segmentbogengiebeln und Stuckdekor | 094 82460          | Baudenkmal     | Wohnhaus                            |
| Magdeburger Straße 10 (Karte)              | Wohnhaus                            | erbaut Ende des 19. Jh., Ziegelbau mit Neorenaissancefassade, steiles Satteldach mit kleinen Obelisken als Eckbekrönung, kleine Schlupfpforte als Grundstückzugang | 094 82456          | Baudenkmal     | Wohnhaus                            |
| Magdeburger Straße 39, 39a, 39b (Karte)    | Schulanlage                         | erbaut 1884 durch Zimmermeister A. Ketzer und 1891/92 von Kreisbaumeister Romeiß, schlichte Bauausführung von Ziegelrohbauten mit Satteldächern in zeitgenössischer Anstalts- und Schularchitektur | 094 82458          | Baudenkmal     | Schulanlage                         |
| Magdeburger Straße 46 (Karte)              | Wohnhaus                            | erbaut Ende 18. / Anfang 19. Jh., Putzbau mit Satteldach, charakteristische Toreinfahrt der Bördedörfer | 094 82459          | Baudenkmal     | Wohnhaus                            |
| Müllergasse 1, 2, 3 (Karte)                | Sankt-Maria-Hilf-Kirche             | erbaut 1893–1894 als katholische Kirche, Entwurf vom Paderborner Diözesan- und Dombaumeisters Arnold Güldenpfennig, mittelgroße Backsteinbasilika im neogotischen Stil | 094 82461          | Baudenkmal     | Sankt-Maria-Hilf-Kirche             |
| Müllergasse 1, 2, 3 (Karte)                | Schule                              | 1864 erbaute katholische Missionsschule, eingeschossiger Ziegelbau mit Satteldach und Segmentbogenfenstern | 094 82462          | Baudenkmal     | Schule                              |
| Niendorfer Straße 8a (Karte)               | Toranlage                           | Die Toranlage ist ein unversehrt erhaltener Teil einer ehemaligen Vierseithofanlage aus der ersten Hälfte des 19. Jahrhunderts. | 094 82463          | Baudenkmal     | Toranlage                           |
| Wanzleber Chaussee (Karte)                 | Ganzmeilenstein                     | Der Distanzstein wurde 1803 oder 1804 aufgestellt. | 094 06244          | Baudenkmal     | Ganzmeilenstein                     |
| Wassergang (Karte)                         | Gasse                               | Die Gasse Wasserweg ist etwa 320 Meter lang. Am Ende des Wassergangs befindet sich eine ehemalige öffentliche Wasserentnahmestelle und Durchfluss des Quellgrabens. Diese Wasserquelle wurde bis 1954 genutzt. Wann die Wasserentnahmestelle errichtet wurde, ist nicht genau bekannt, wahrscheinlich wurde sie aber im 18. oder frühen 19. Jahrhundert angelegt. | 094 82794          | Baudenkmal     | Gasse                               |

## Ehemalige Denkmale
Die nachfolgenden Objekte waren ursprünglich ebenfalls denkmalgeschützt oder wurden in der Literatur als Kulturdenkmale geführt. Die Denkmale bestehen heute jedoch nicht mehr, ihre Unterschutzstellung wurde aufgehoben oder sie werden nicht mehr als Denkmale betrachtet.
| Lage                                     | Bezeichnung                       | Beschreibung | Erfassungs- nummer | Ausweisungsart | Bild                    |
| ---------------------------------------- | --------------------------------- | --- | ------------------ | -------------- | ----------------------- |
| Alt Ottersleben 5 (Karte)                | Wohn- und Geschäftshaus           | Das Wohn- und Geschäftshaus wurde Ende des 19. Jahrhunderts erbaut. Das Haus hat eine neobarocke Fassadengestaltung, das Obergeschoss ist mit Pilastern und Säulenvorlagen in korinthischer Ordnung ausgestattet. Die polygonale Gebäudeecke ist mit einem Dachtürmchen ausgestattet. Im Jahr 2018 wurde die Denkmaleigenschaft wegen Verfalls, Abbruchs aus bauordnungsrechtlichen Gründen oder ungenehmigter Veränderungen aberkannt. | 094 82419          | Baudenkmal     | Wohn- und Geschäftshaus |
| Alt Ottersleben 44 (Karte)               | Bauernhaus Alt Ottersleben 44     | Bauernwohnhaus von 1840, Genehmigter Abbruchantrag aus dem Jahr 1995 | 094 06201          | Baudenkmal     | BW                      |
| Alt Ottersleben 47 (Karte)               | Bauernhof                         | Anfang des 19. Jahrhunderts erbaut, Wohnhaus mit Wirtschaftsgebäuden, teilweise in Bruchstein- und Fachwerkbauweise 2022 nach Überprüfung der Denkmaleigenschaft aus dem Denkmalverzeichnis gestrichen. | 094 82429          | Baudenkmal     | Bauernhof               |
| An der Halberstädter Chaussee 64 (Karte) | Landwirtschaftlicher Großspeicher | Genehmigter Abbruchantrag aus dem Jahr 2001 | unbekannt          | Baudenkmal     | BW                      |
| Ernst-Wille-Straße 54 (Karte)            | Tagelöhnerhaus                    | Tagelöhnerhaus | 094 82442          | Baudenkmal     | BW                      |
| Kleine Schulgasse 3 (Karte)              | Wohnhaus                          | | 094 82448          | Baudenkmal     | BW                      |
| Magdeburger Straße 11 (Karte)            | Wohnhaus                          | erbaut im 18. Jh., nach Osten gerichteter Fachwerkgiebel | 094 82457          | Baudenkmal     | Wohnhaus                |
| Magdeburger Straße 47 (Karte)            | Wohnhaus                          | | 094 82455          | Baudenkmal     | BW                      |

## Legende
In den Spalten befinden sich folgende Informationen:
- Lage: Nennt den Straßennamen und wenn vorhanden die Hausnummer des Kulturdenkmals. Die Grundsortierung der Liste erfolgt nach dieser Adresse. Der Link „Karte“ führt zu verschiedenen Kartendarstellungen und nennt die geographischen Koordinaten.
Link zu einem Kartenansichtstool, um Koordinaten zu setzen. In der Kartenansicht sind Baudenkmale ohne Koordinaten mit einem roten bzw. orangen Marker dargestellt und können in der Karte gesetzt werden. Baudenkmale ohne Bild sind mit einem blauen bzw. roten Marker gekennzeichnet, Baudenkmale mit Bild mit einem grünen bzw. orangen Marker.
- Offizielle Bezeichnung: Nennt den Namen, die Bezeichnung oder zumindest die Art des Kulturdenkmals und verlinkt, soweit vorhanden, auf den Artikel zum Objekt.
- Beschreibung: Nennt bauliche und geschichtliche Einzelheiten des Kulturdenkmals, vorzugsweise die Denkmaleigenschaften.
- Erfassungsnummer: Für jedes Kulturdenkmal wird in Sachsen-Anhalt eine 20stellige Erfassungsnummer vergeben. Die letzten zwölf Ziffern werden für die Untergliederung nach Teilobjekten genutzt und werden nur angegeben, soweit vergeben. In dieser Spalte kann sich folgendes Icon  befinden, dies führt zu Angaben zu diesem Baudenkmal bei Wikidata.
- Ausweisungsart: Die Einordnung des Denkmales nach § 2 Abs. 2 DenkmSchG LSA
- Bild: Ein Bild des Denkmales, und gegebenenfalls einen Link zu weiteren Fotos des Kulturdenkmals im Medienarchiv Wikimedia Commons. Wenn man auf das Kamerasymbol klickt, können Fotos zu Kulturdenkmalen aus dieser Liste hochgeladen werden: